# Aussichtsturm Vochlice
Der neugotische Aussichtsturm Vochlice (tschechisch Vochlická rozhledna) ist ein steinerner Aussichtsturm auf der Gemarkung Vesce u Drahonic der Stadt Vroutek (Rudig) in Tschechien. Er liegt im Dreieck zwischen den Dörfern Mlýnce (Linz), Vesce (Wes) und Libyně (Libin) in der Rakovnická pahorkatina (Rakonitzer Hügelland). Er soll nach dem Neugotischen Tempel im Schönhofer Schlosspark und Eisgruber Minarett der drittälteste Aussichtsturm des Landes sein.

## Geographie
Der Turm befindet sich in einem Wäldchen auf der Kuppe Vochlice (444 m n.m.), einem nördlichen Nebengipfel des Libyňský kopec bzw. K Vescům (Hachtenhübel; 449 m n.m.). Nördlich erhebt sich – getrennt durch die breite Talmulde des Mlýnecký potok (Filirschbach) und Vrbičský potok (Wiesbach) – der zu den Ausläufern des Duppauer Gebirges gehörige Skytalský vrch (Skytalberg; 552 m n.m.). Gegen Süden liegt das Tal des Drahonický potok. Vom markierten Wanderweg zwischen Mlýnce und Libyně führt ein kurzer Abzweig zum Turm.
Umliegende Orte sind Mlýnce im Norden, Vesce im Nordosten, Drahonice (Drahenz) im Südosten, Libyně im Süden sowie Horní Záhoří (Ober Dreihöfen) und Dolní Záhoří (Unter Dreihöfen) im Westen.

## Geschichte
Über den Turm und seine Geschichte gibt es kaum schriftliche Überlieferung; zur Errichtung bestehen zwei unterschiedliche Varianten.
Nach der einen soll der Turm 1881 durch den Bund tschechischer Touristen in Lubenz nach dem Vorbild der Türme im Lubenzer Wappen erbaut worden sein. Ein bei der Sanierung in den 2000er Jahren entdeckter Stein mit den Initialen JL wird als Bestätigung dieser Theorie angesehen; demnach sollen die Grafen Lažanský von Bukowa auf Chiesch, zu deren Besitzungen auch Lubenz gehörte, Steine zum Turmbau zur Verfügung gestellt haben.
Wahrscheinlicher ist aber, dass der Aussichtsturm 1883 durch die Brüder Joseph Maria, Alphons Maria und Georg Maria Baernreither, die in dieser Zeit mit der neugotischen Umgestaltung ihres Schlosses Lünz begannen, errichtet wurde. Dafür spricht, dass der Turm nicht auf dem ca. 250 m südlich und außerhalb des Herrschaftsgebietes gelegenen unbewaldeten Gipfel des Hachtenhübels, sondern in dem sich südlich an den Schlosspark anschließenden Waldstreifen auf dessen – seinerzeit noch unbenanntem – höchstem Punkt erbaut wurde und mit dem Park durch Promenadenwege verbunden war. Die Nutzung des Turmes als privater Aussichtspunkt der früheren Schlossbesitzer kann eine Erklärung für die fehlende schriftliche Überlieferung sein.
Eine weitere Version, wonach der Turm bereits im Mittelalter zusammen mit der Feste Lina zu Schutz des Salzweges erbaut worden sein soll, entbehrt jeglicher Grundlage.
In der zweiten Hälfte des 20. Jahrhunderts verfiel der Turm zur Ruine ohne Tür und Treppe. Im Frühjahr 2007 übernahm die Bürgervereinigung zur Rettung der Kirche St. Ägidi in Libyně den ruinösen Turm und begann mit Unterstützung von Sponsoren und freiwilligen Helfern, darunter auch Häftlingen des Gefängnisses Drahonice, mit der Wiederherstellung. Die feierliche Eröffnung war am 28. August 2010.

## Beschreibung
Der 15 m hohe Rundturm ist ein Ziegelbau mit Bruchsteinverblendung aus Basalt und Quarzkieseln; die Fensteröffnungen sind mit rotem Sandstein verkleidet. In seiner Gestalt ähnelt er den roten Türmen im Wappen von Lubenec. In 11 m Höhe befindet sich im Zinnenkranz die mit Tonröhren entwässerte Aussichtsplattform, zu der eine an der Mittelsäule befestigte hölzerne Wendel mit 53 Stufen führt. Die ursprünglich offene Plattform erhielt im Zuge der Rekonstruktion ihre heutige Überdachung.
Der Turm gewährt eine Aussicht zum Naturpark Horní Střela und die Hügellandschaft der Rakovnická pahorkatina sowie auf Lubenec und zum Schloss Chyše. Hohe Bäume verhindern den Blick nach Norden.
Eine Besteigung ist von Mai bis September an den Wochenenden nach Ausleihe des Schlüssels in der Kirche St. Ägidi in Libyně möglich. Von der Kirche zum Turm führt ein Lehrpfad. Außerhalb der touristischen Saison befindet sich der Turmschlüssel in der Glasmalereiwerkstatt SKLOart in Lubenec.

## Galerie

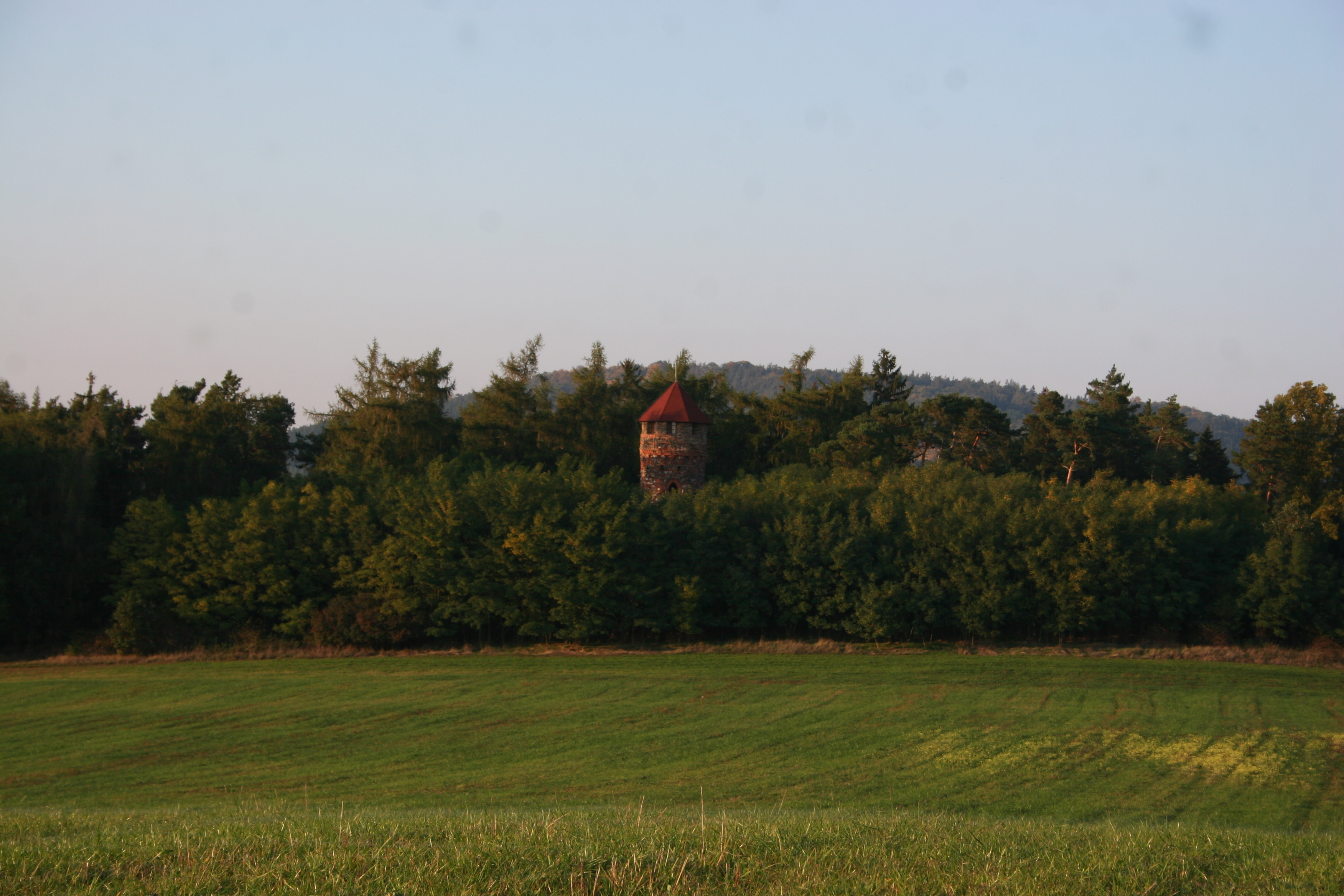
Blick von Süden auf den Turm und den Skytalberg (im Hintergrund)
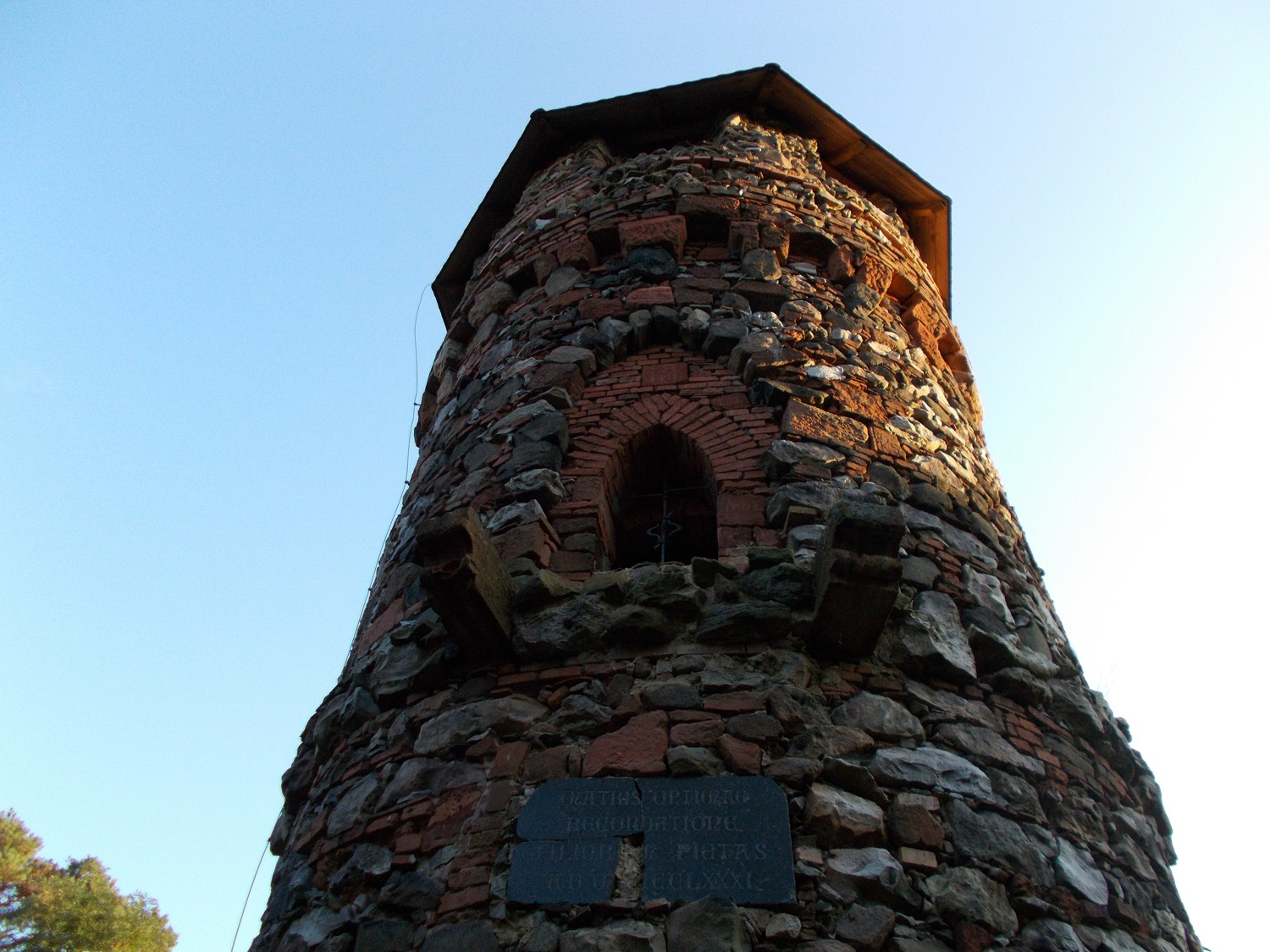
Turmansicht
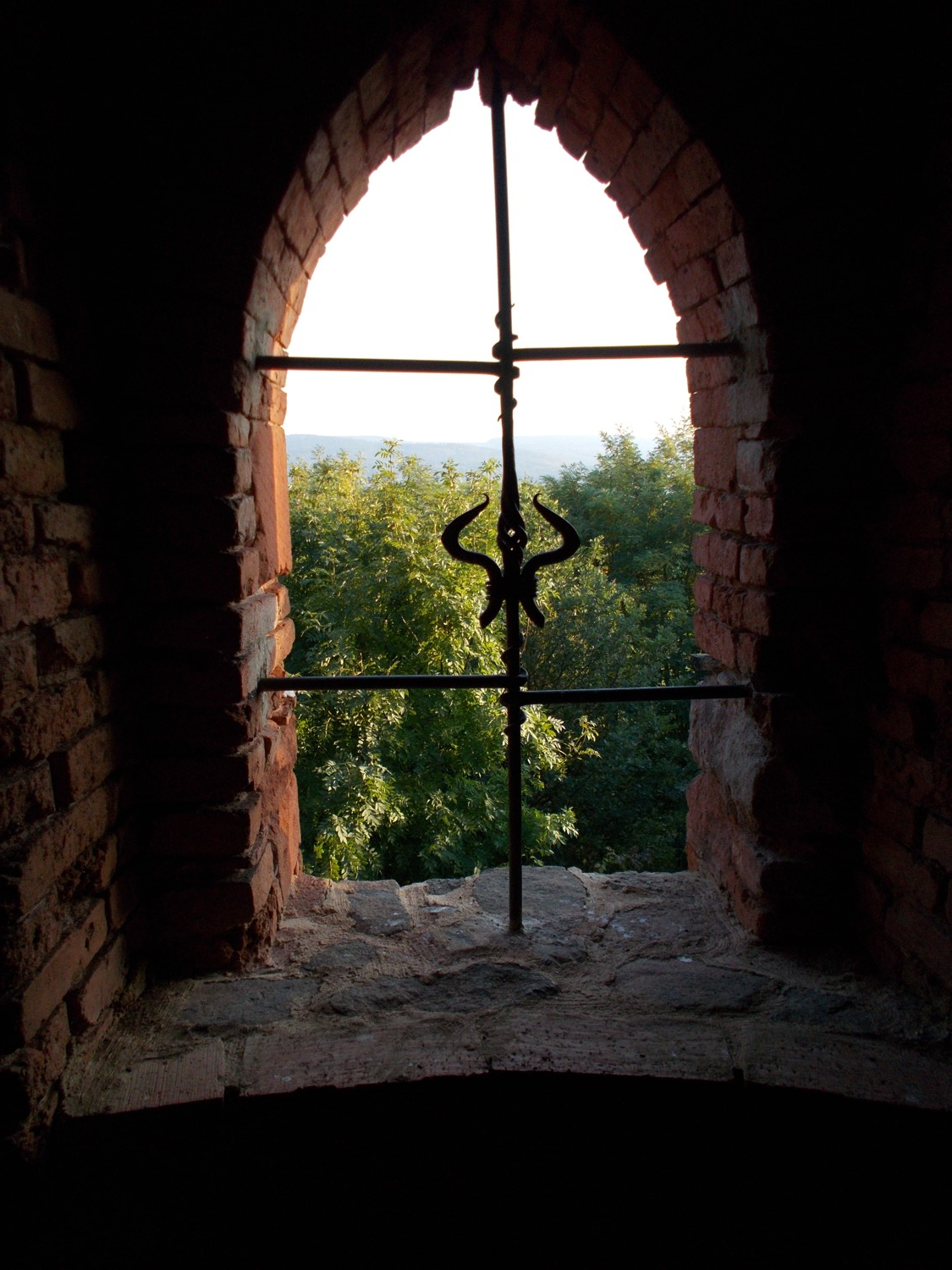
Turmfenster mit geschmiedetem Gitter
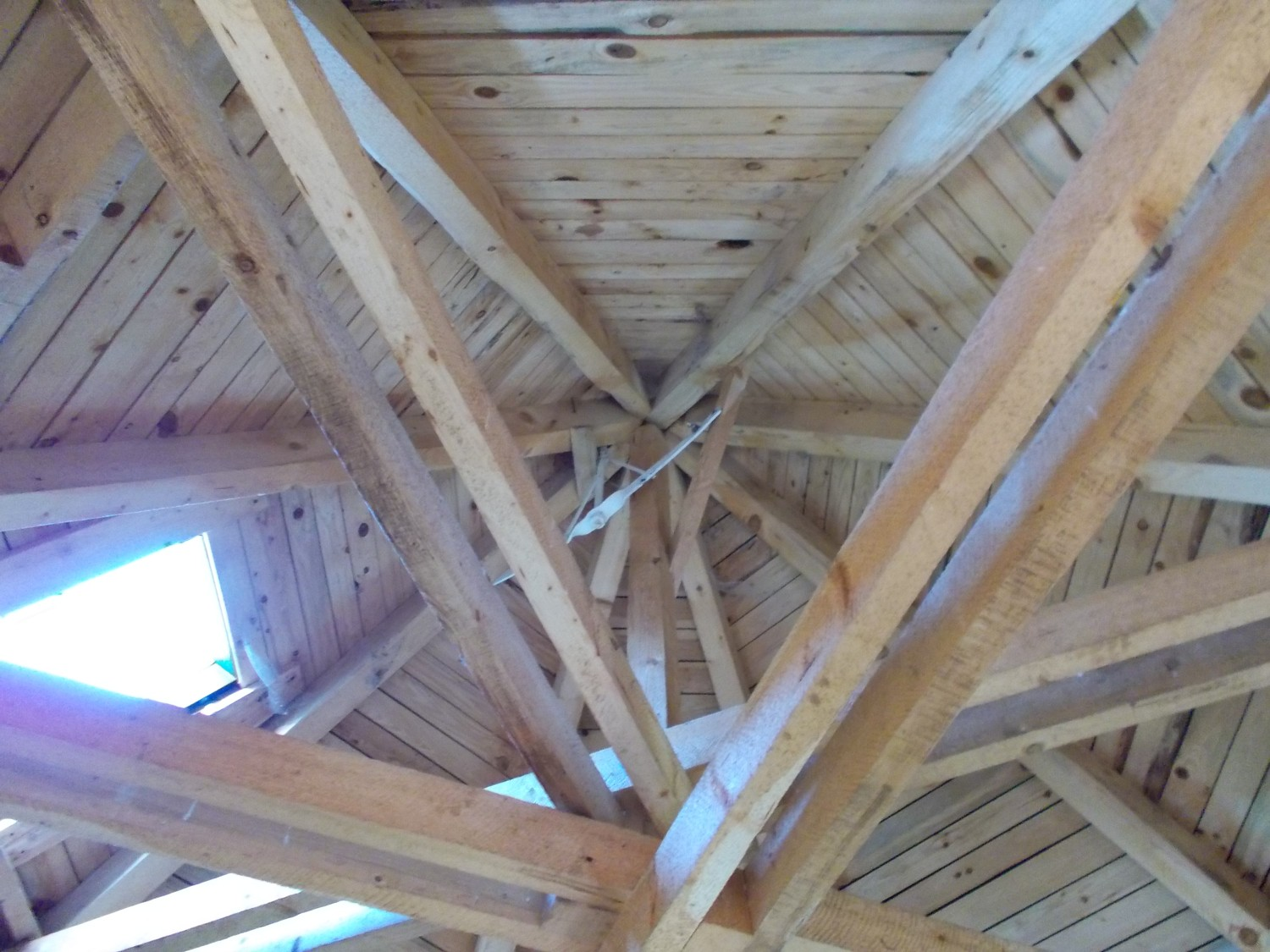
Dachstuhl
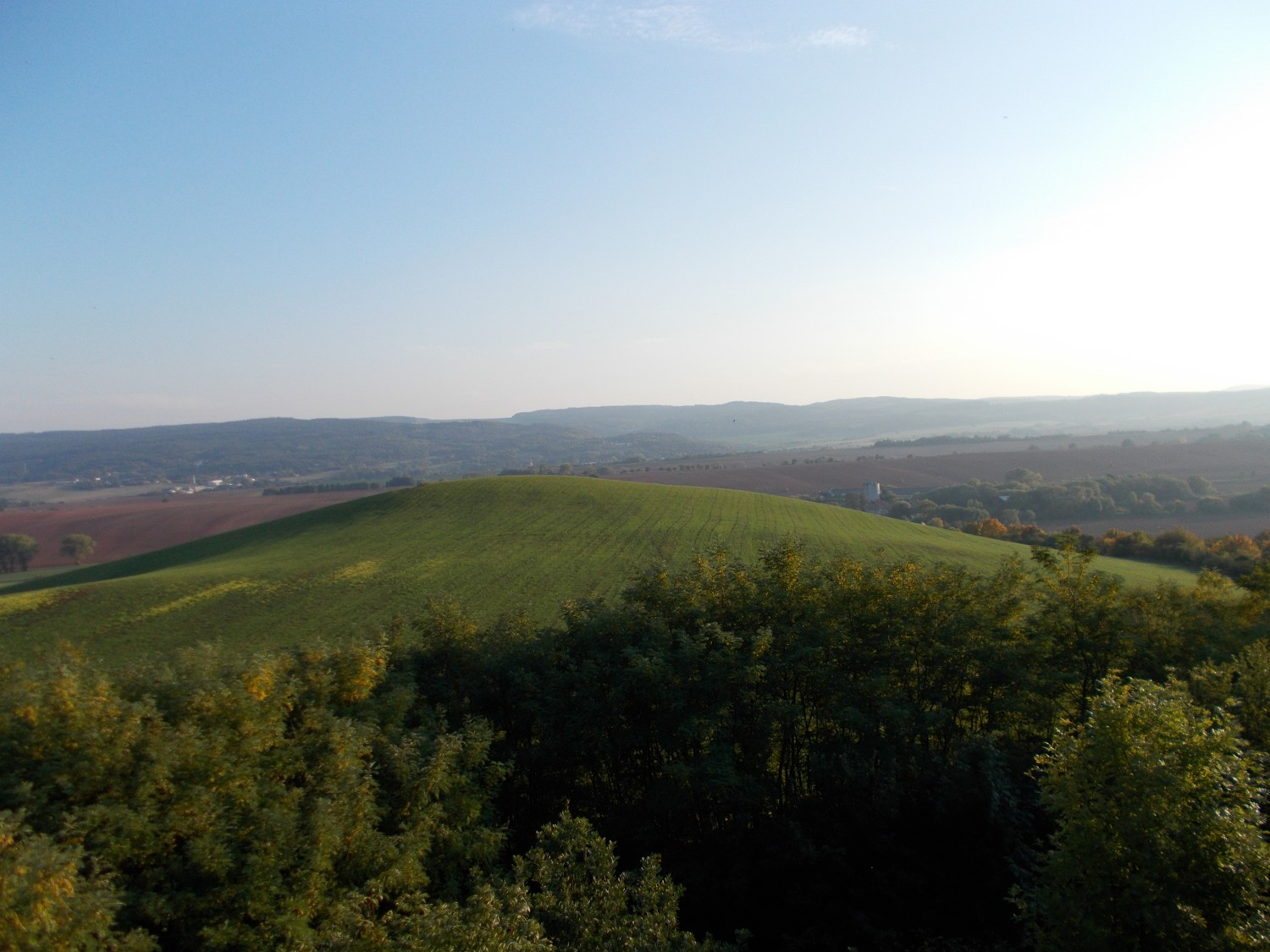
Aussicht